# Lyconodes argenteus
Lyconodes argenteus är en fiskart som beskrevs av John Dow Fisher Gilchrist 1922. Lyconodes argenteus ingår i släktet Lyconodes och familjen kummelfiskar. Inga underarter finns listade i Catalogue of Life.